# Mick Box
Michael Frederick "Mick" Box (Walthamstow, Londres, Reino Unido, 9 de junio de 1947) es un guitarrista inglés de rock, conocido por ser uno de los miembros fundadores, y actual líder del grupo Uriah Heep.
Si bien en sus discos con la banda su estilo suele fluctuar entre el rock progresivo y el hard rock, en vivo su sonido tiende a inclinarse hacia el heavy metal, por lo que es considerado junto con Ritchie Blackmore (Deep Purple), Tony Iommi (Black Sabbath) y Jimmy Page (Led Zeppelin), como uno de los guitarristas más influyentes en la aparición y posterior desarrollo del heavy metal a principios de los 70.
Es el único miembro de los Heep que ha tocado en todos los álbumes de la banda, actualmente vive con su esposa e hija en Londres.